# 게이세이 본선
게이세이 전철 본선(일본어: 京成本線)은 게이세이 전철이 운영하는 철도 노선 가운데 하나이다. 일본 도쿄도 다이토구에 있는 게이세이 우에노 역과 지바현 나리타시에 있는 나리타 공항역을 잇는다.

## 역사
- 1912년 11월 3일 - 오시아게 역 ~ 마가리카네 역 (현재의 게이세이 다카사고 역) ~ 이요다 역 (현재의 에도가와 역) 개통
- 1913년 6월 26일 - 마가리카네 역을 다카사고 역으로 명칭 변경
- 1914년 8월 30일 - 에다가와 역 ~ 이치카와신덴 역이 개통.
- 1914년 12월 11일 - 이치카와코노다이 역을 이치카와 역 (현재의 이치카와마마 역)으로 명칭 변경
- 1915년 11월 3일 - 이치카와신덴 역 ~ 나카야마 역이 개통.
- 1916년 2월 9일 - 스가노 역이 영업개시.
- 1916년 12월 30일 - 나카야마 역 ~ 후나바시 역이 개통.
- 1921년 4월 6일 - 이치카와 역을 이치카와코노다이 역으로, 이치카와신덴 역을 이치카와마마 역으로 각각 명칭 변경.
- 1921년 7월 17일 - 후나바시 역 ~ 쓰다누마 역이 개통.
- 1926년 12월 9일 - 쓰다누마 역 ~ 시스이 역이 개통
- 1926년 12월 24일 - 시스이 역 ~ 나리타하나사키초 역(임시역)이 개통
- 1927년 8월 21일 - 하나와 역(현재의 후나바시 경마장역)이 영업개시.
- 1928년 3월 18일 - 시즈 역이 영업개시.
- 1928년 4월 1일 - 소고 역(현재의 소고산도 역)이 영업개시.
- 1928년 11월 1일 - 아오토 역이 영업개시.
- 1930년 4월 25일 - 나리타하나사키초 역(임시역) ~ 나리타 역이 개통. 나리타하나사키초 역을 폐지.
- 1931년 12월 19일 - 닛포리 역 ~ 아오토 역이 개통.
- 1932년 5월 15일 - 게이세이 고이와 역이 영업개시.
- 1933년 12월 10일 - 우에노 공원역(현재의 게이세이 우에노 역) ~ 닛포리 역이 계통.
- 1934년 4월 18일 - 도칸야마도리 역이 영업개시
- 1935년 5월 1일 - 신야와타 역(현재의 게이세이 야와타 역)이 영업개시.
- 1935년 6월 1일 - 니시센주 역이 영업개시.
- 1935년 8월 3일 - 나카야마오니고에 역 (현재의 오니고에 역)이 영업개시.
- 1935년 10월 4일 - 나카야마 경마장역(임시역, 현재의 히가시나카야마 역)이 영업개시.
- 1936년 4월 10일 - 야쓰 해안역을 야쓰 유원역으로 명칭 변경. 1939년 야쓰 해안역으로 변경.
- 1942년 11월 1일 - 신야와타 역을 게이세이 야와타 역으로 명칭 변경
- 1943년 2월 1일 - 나카야마오니고에 역을 오니고에 역으로 명칭 변경
- 1943년 10월 간에이자키 역, 도칸야마도리 역, 니시센주 역을 휴지
- 1944년 우에노 공원역 ~ 게이세이 나리타 역을 본선으로 변경. 오시아게 역 ~ 아오토 역을 오시아게 선으로 분리.
- 1945년 6월 10일 - 우에노 공원역 ~ 닛포리 역을 휴지. 10월 1일 복구.
- 1948년 4월 1일 - 이치카와코노다이 역을 고노다이 역으로, 야쓰 해안역을 야쓰 유원역으로 명칭 변경.
- 1950년 7월 5일 - 게이세이 하나와 역을 후나바시 경마장역으로 변경.
- 1951년 7월 1일 - 소고 역을 소고산도 역으로 명칭 변경
- 1953년 5월 1일 - 우에노 공원역을 게이세이 우에노 역으로 명칭 변경.
- 1953년 9월 1일 - 나카야마 경마장역 (임시역)을 히가시나카야마 역으로 명칭 변경. 일반역으로 승격.
- 1956년 3월 20일 - 야치요다이 역이 영업개시.
- 1959년 10월 14일 - 소고산도 역 ~ 게이세이 나리타 역 궤간을 1435mm로 변경. 11월 30일에는 모든 구간의 궤간 변경이 완성.
- 1963년 12월 1일 - 후나바시 경마장역을 센터 경마장앞역으로 명칭 변경.
- 1968년 5월 1일 - 가쓰타다이 역이 영업개시.
- 1970년 8월 24일 - 오하나자야 역 ~ 아오토 역이 입체화.
- 1973년 6월 16일 ~ 12월 15일 - 게이세이 우에노 역 ~ 닛포리 역이 휴지.
- 1973년 12월 30일 - 스카이라이너 운행 시작.
- 1978년 5월 21일 - 게이세이 나리타 역 ~ 나리타 공항역(현재의 히가시나리타 역)이 개통.
- 1982년 11월 1일 - 유카리가오카 역이 영업개시.
- 1984년 11월 24일 - 야쓰 유원역을 야쓰 역으로 명칭 변경.
- 1985년 8월 12일 - 아오토 역 ~ 게이세이 다카사고 역을 복복선화
- 1987년 4월 1일 - 가쓰시카 역을 게이세이 니시후나 역으로, 센터 경마장앞역을 후나바시 경마장역으로 명칭 변경.
- 1991년 3월 19일 - 나리타 공항역을 히가시나리타 역으로 명칭 변경. (게이세이 나리타 역 ~) 고마노이 신호장 ~ 나리타 공항역이 개통. (게이세이 나리타 역 ~) 고마노이 신호장 ~ 히가시나리타 역을 히가시나리타선으로 분리.
- 1992년 12월 3일 - 공항 제2 빌딩 역이 영업개시.
- 1994년 4월 1일 - 소고산도 역 ~ 게이세이 나리타 역 경로 변경. 고즈노모리 역이 영업개시.
- 1997년 4월 1일 - 박물관 동물원역을 휴지. (2004년 4월 1일 폐지)
- 2006년 11월 25일 - 가이진 역 ~ 후나바시 경마장역이 입체화.
- 2010년 7월 17일 - 나리타 스카이 억세스 개업과 함께 역 번호 부여 예정[1]. 기호는 KS.

## 차량
- AE형 (2대) (스카이라이너 전용)
- 3000형
- 3400형
- 3500형
- 3600형
- 3700형
- 도영 지하철 5300형(아오토 - 게이세이 나리타 구간)
- 도쿄 도 교통국 5500형 (아오토 - 게이세이 나리타 구간만)
- 게이힌 급행 전철 600형(아오토 - 게이세이 사쿠라 구간)
- 게이힌 급행 전철 1000형(아오토 - 게이세이 다카사고 구간)

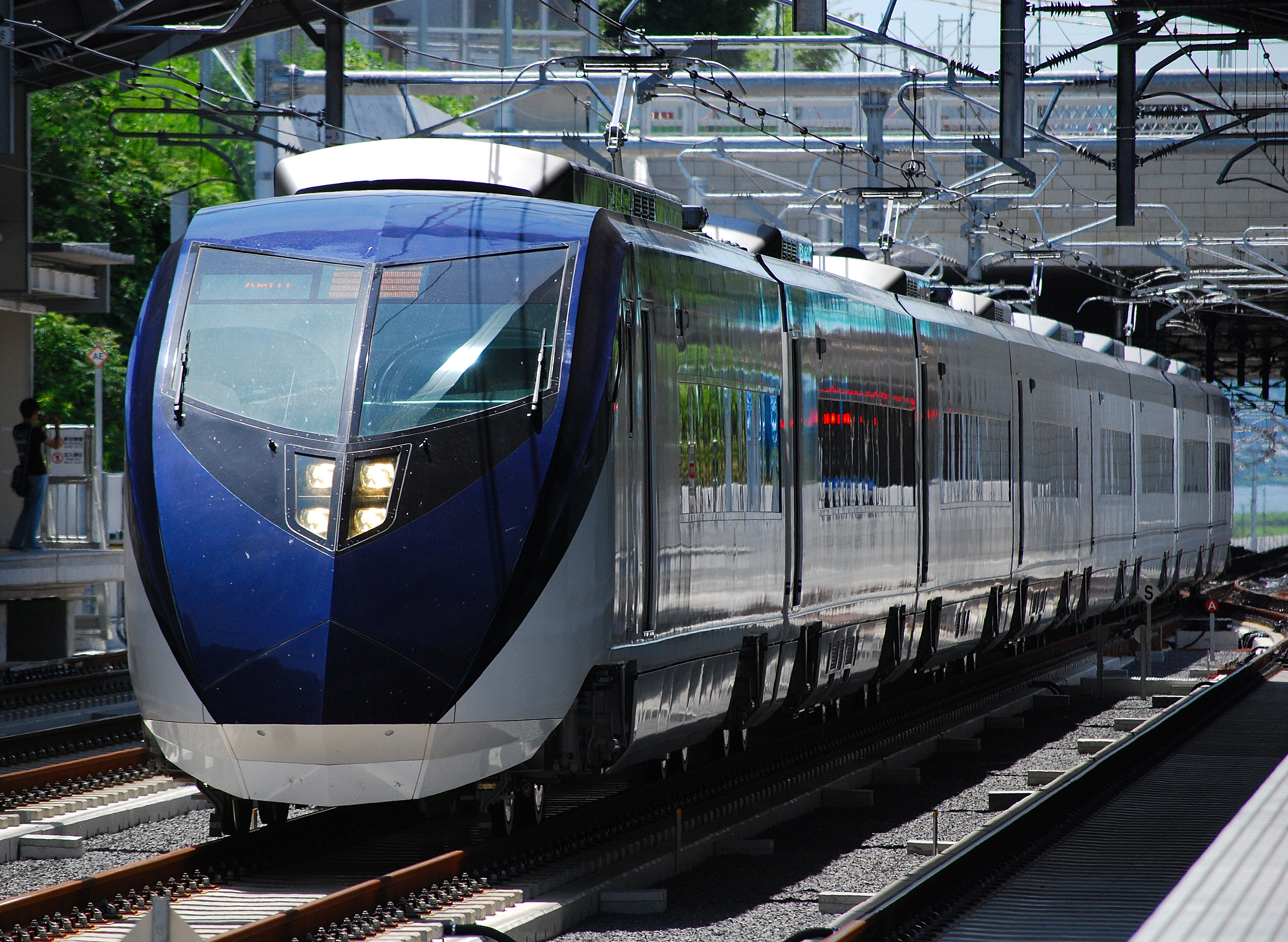
AE형
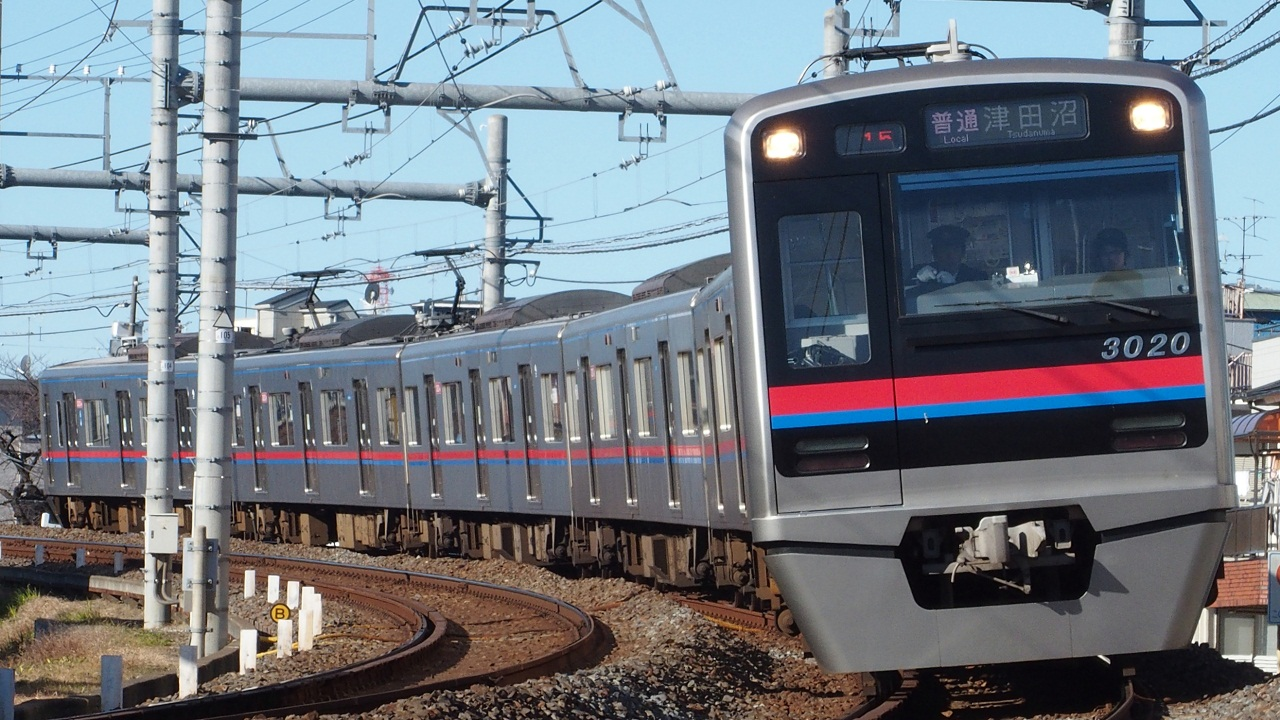
3000형
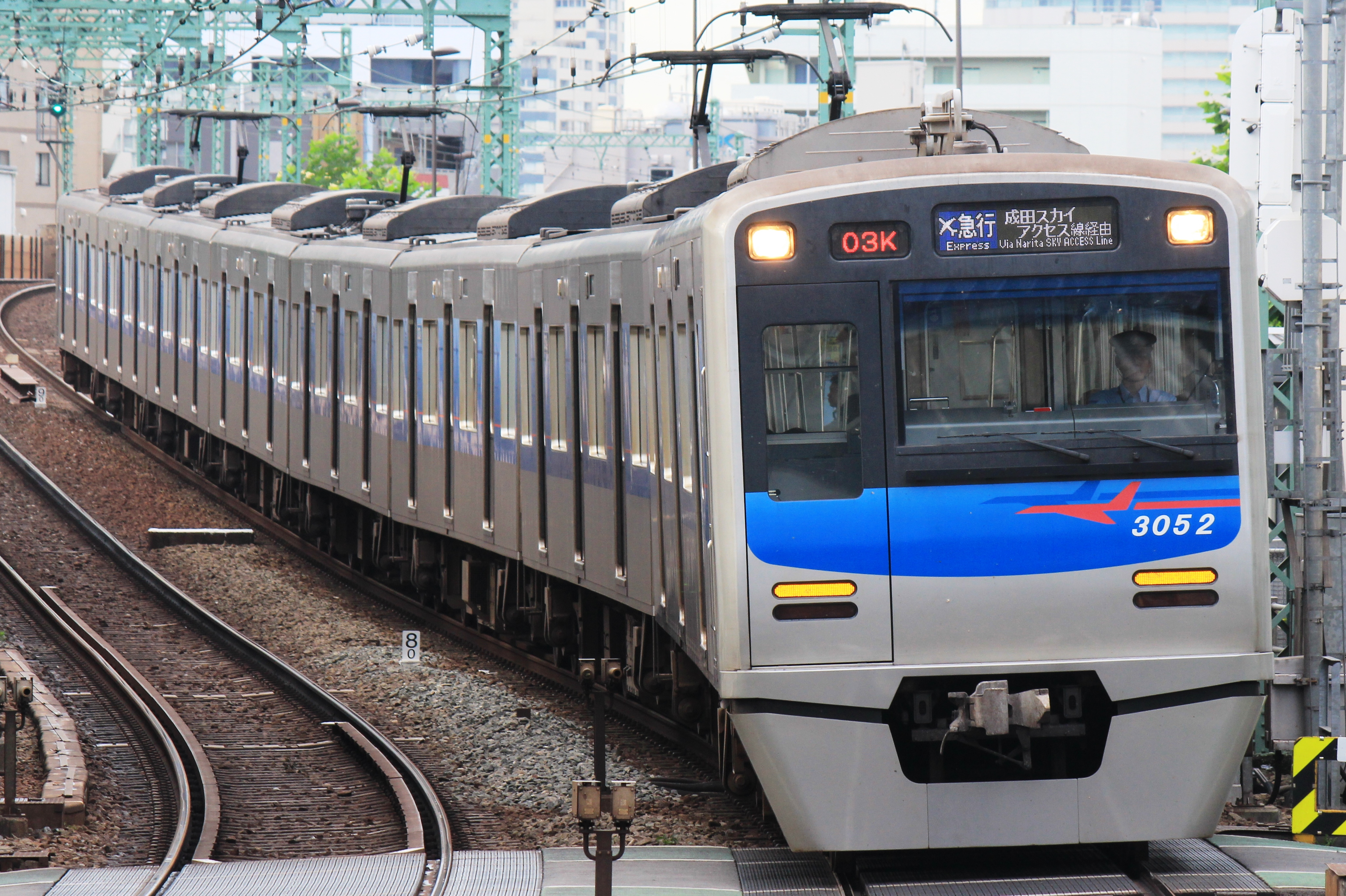
3000형
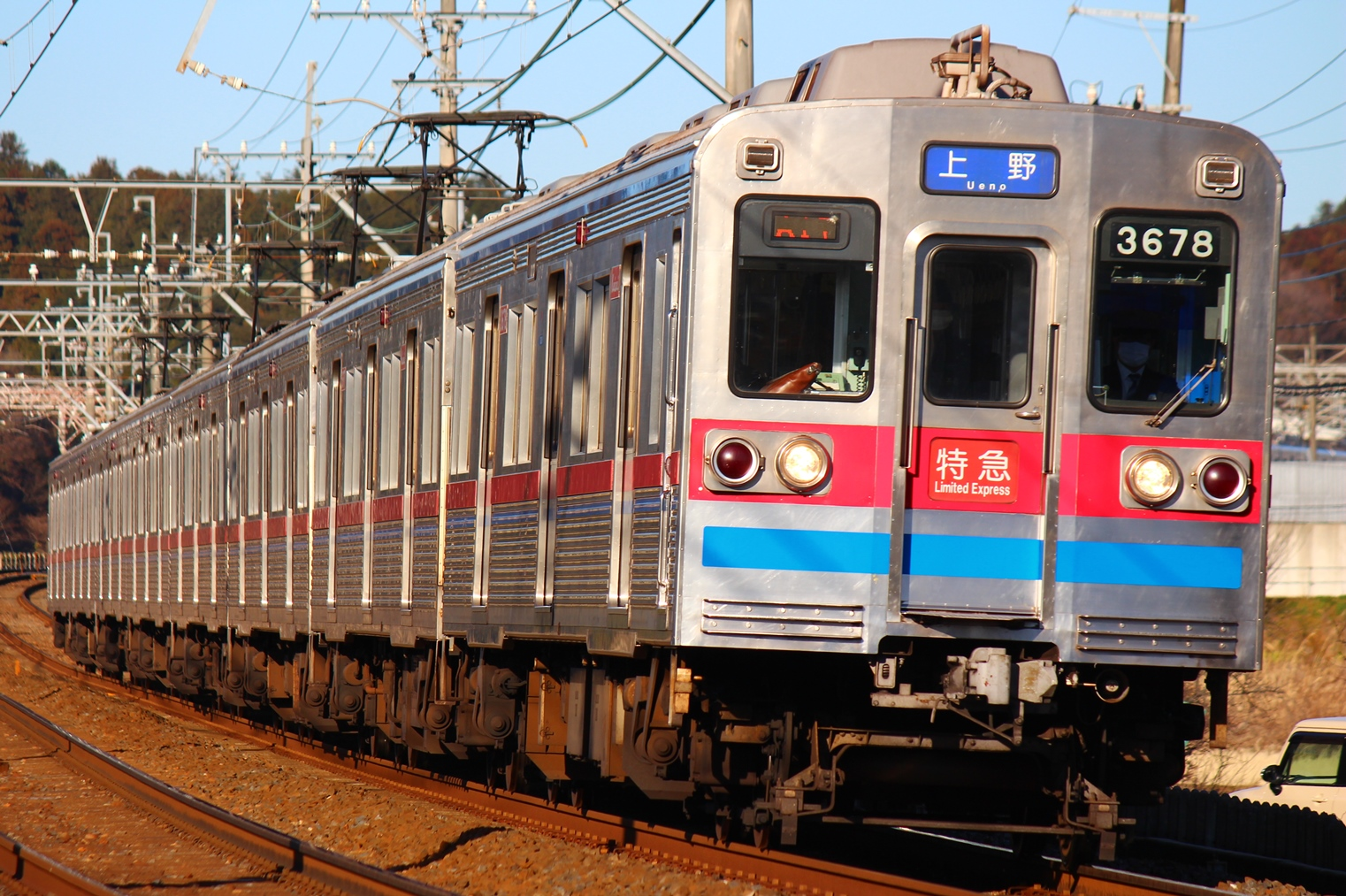
3600형
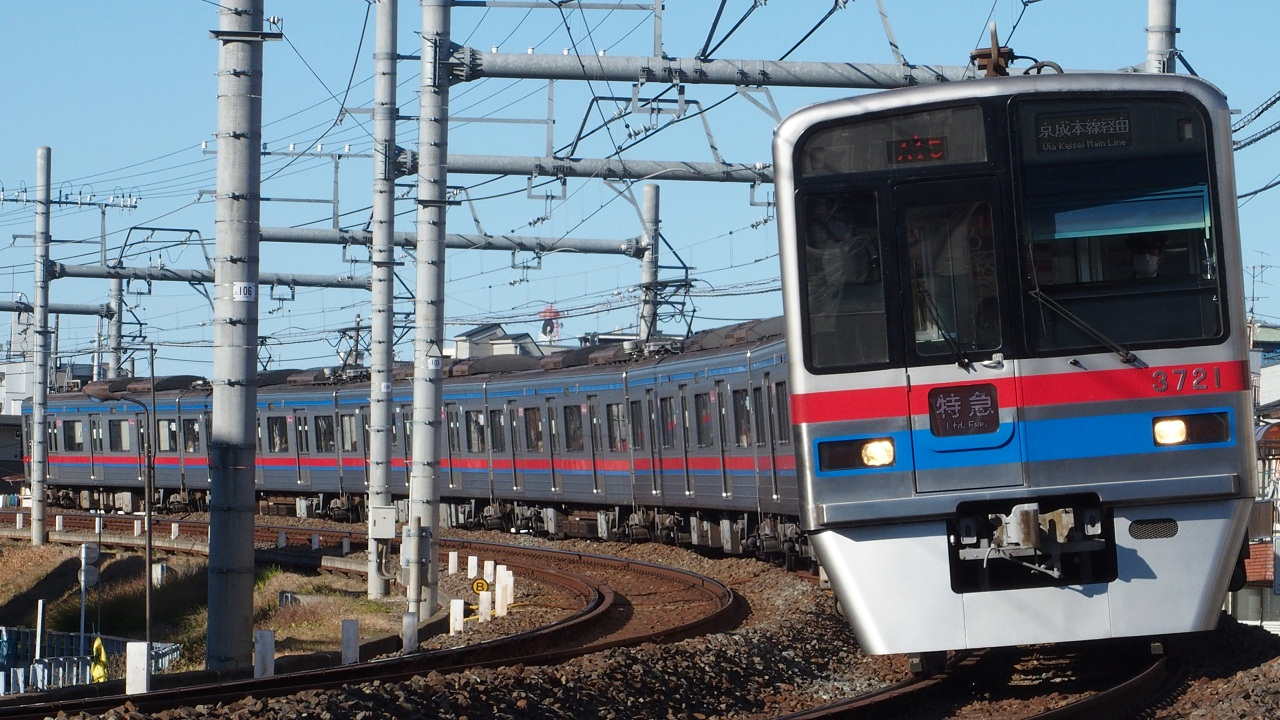
3700형
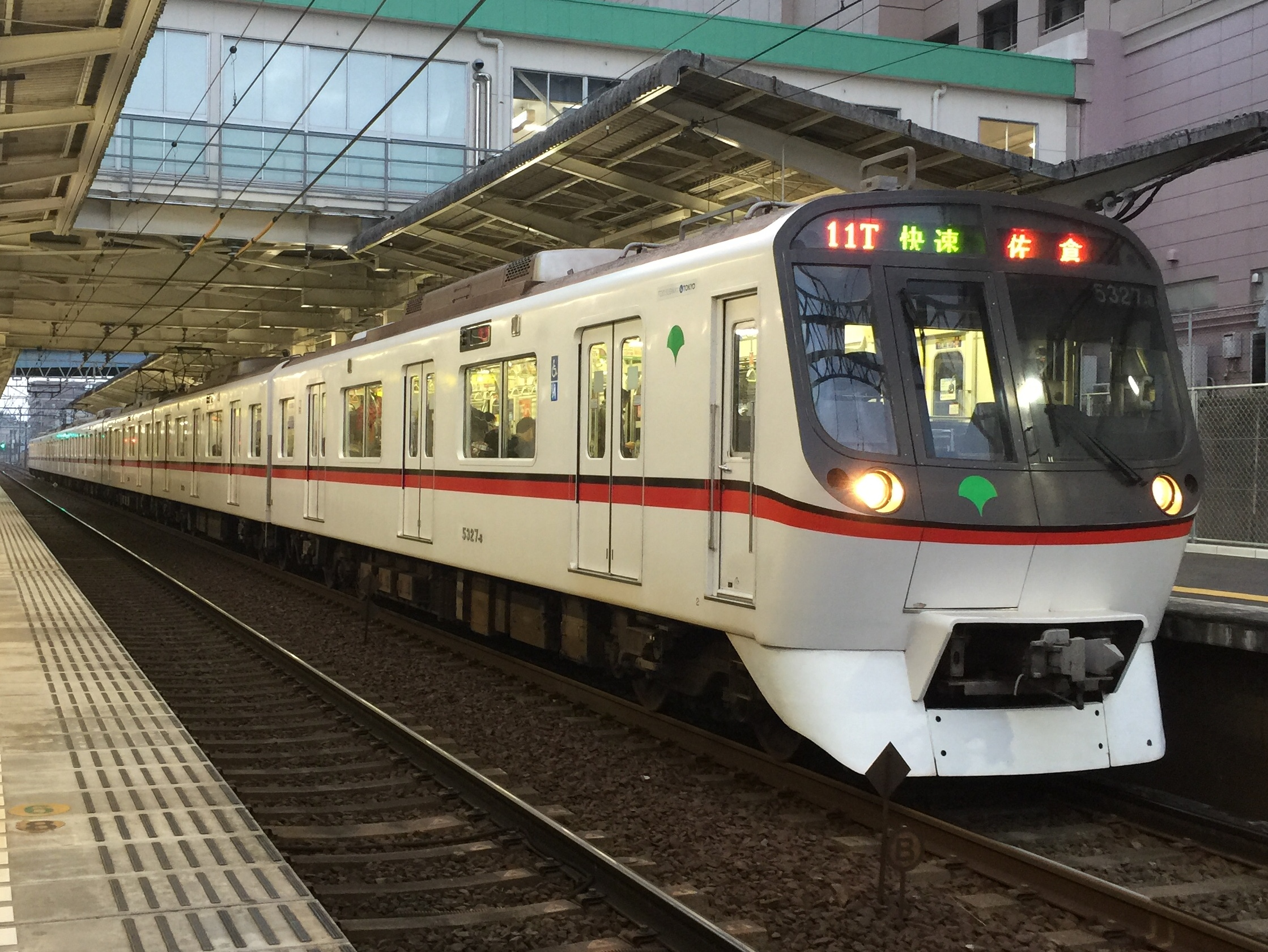
도영 지하철 5300형
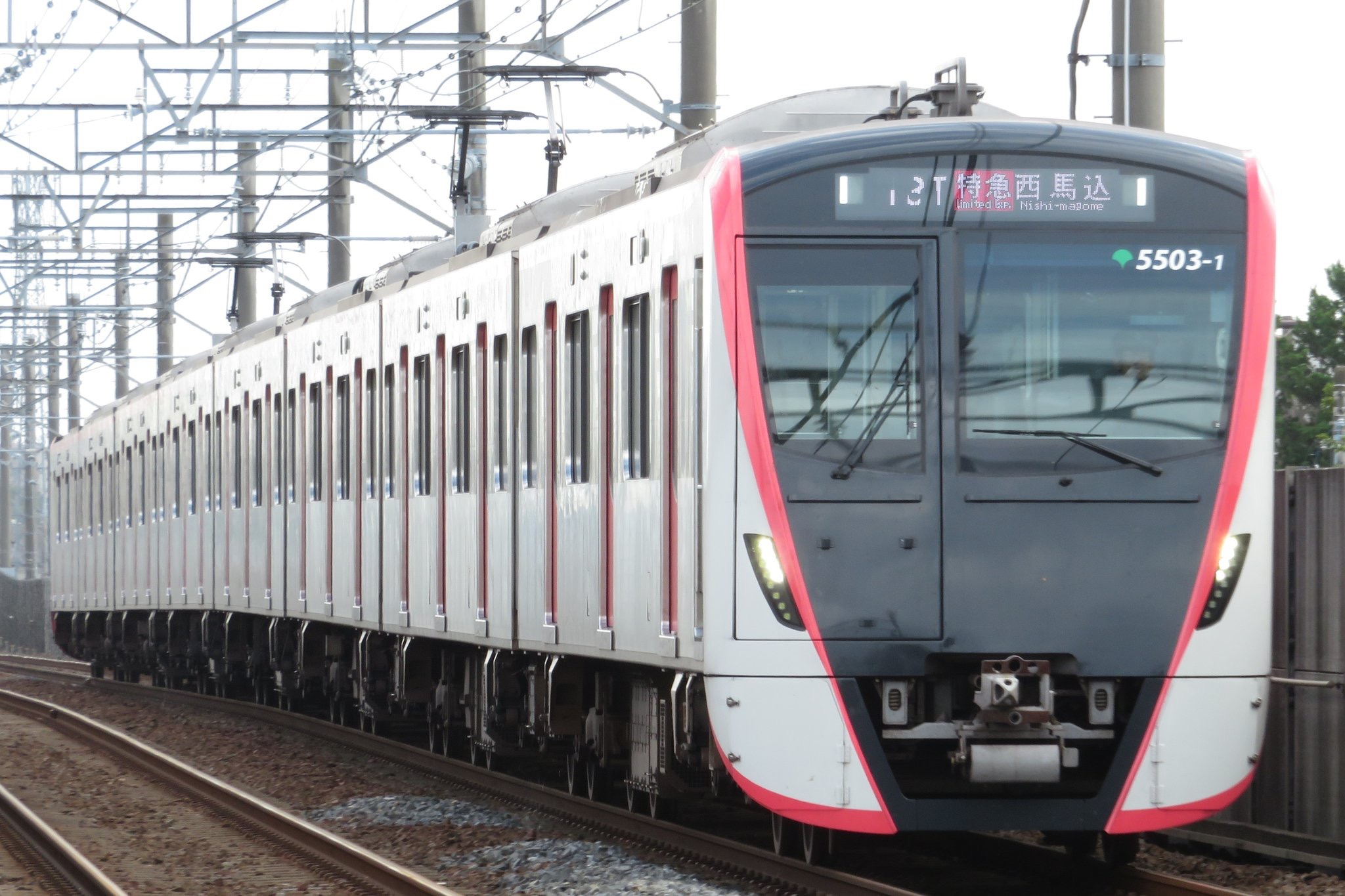
도영 지하철 5500형
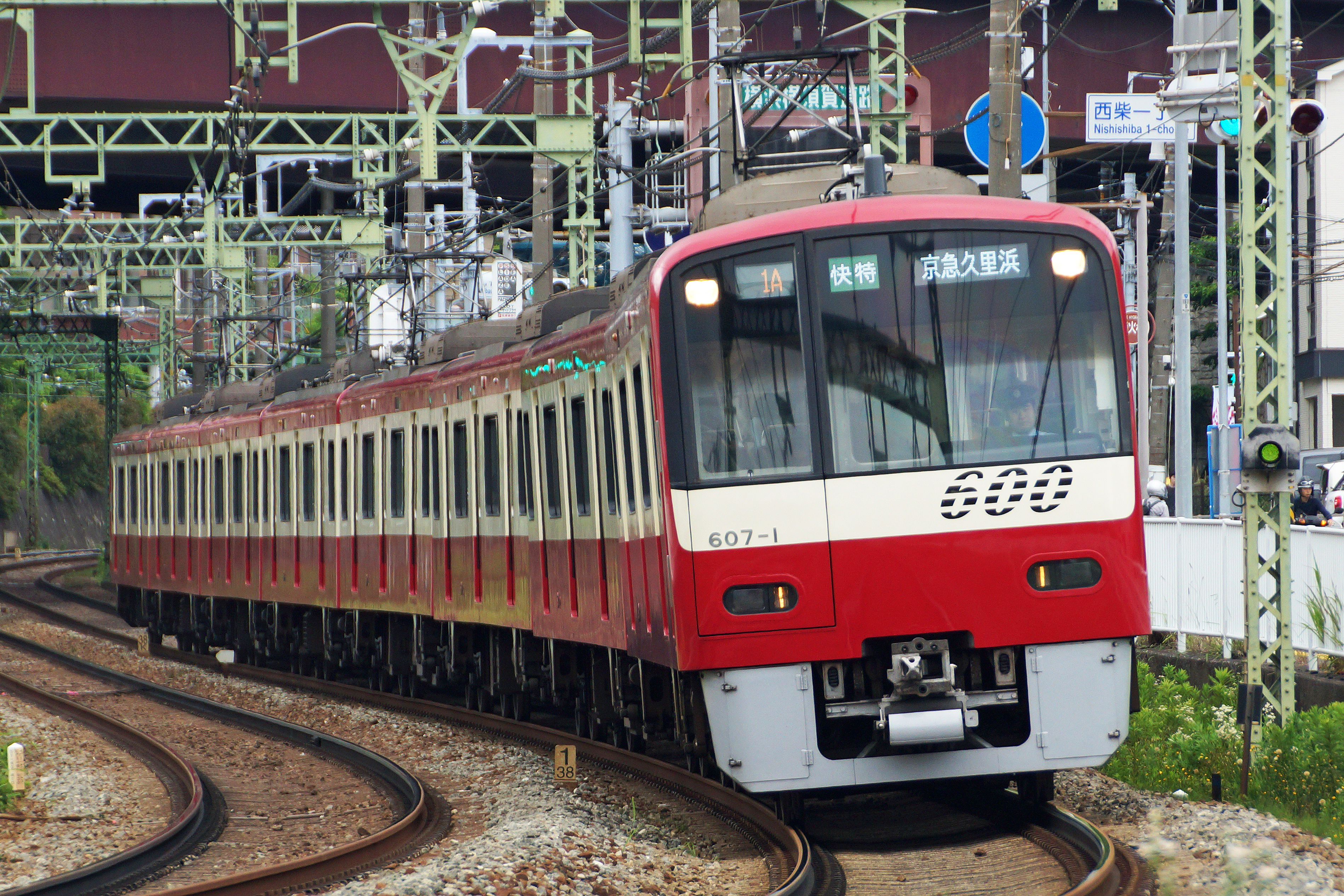
게이힌 급행 전철 600형
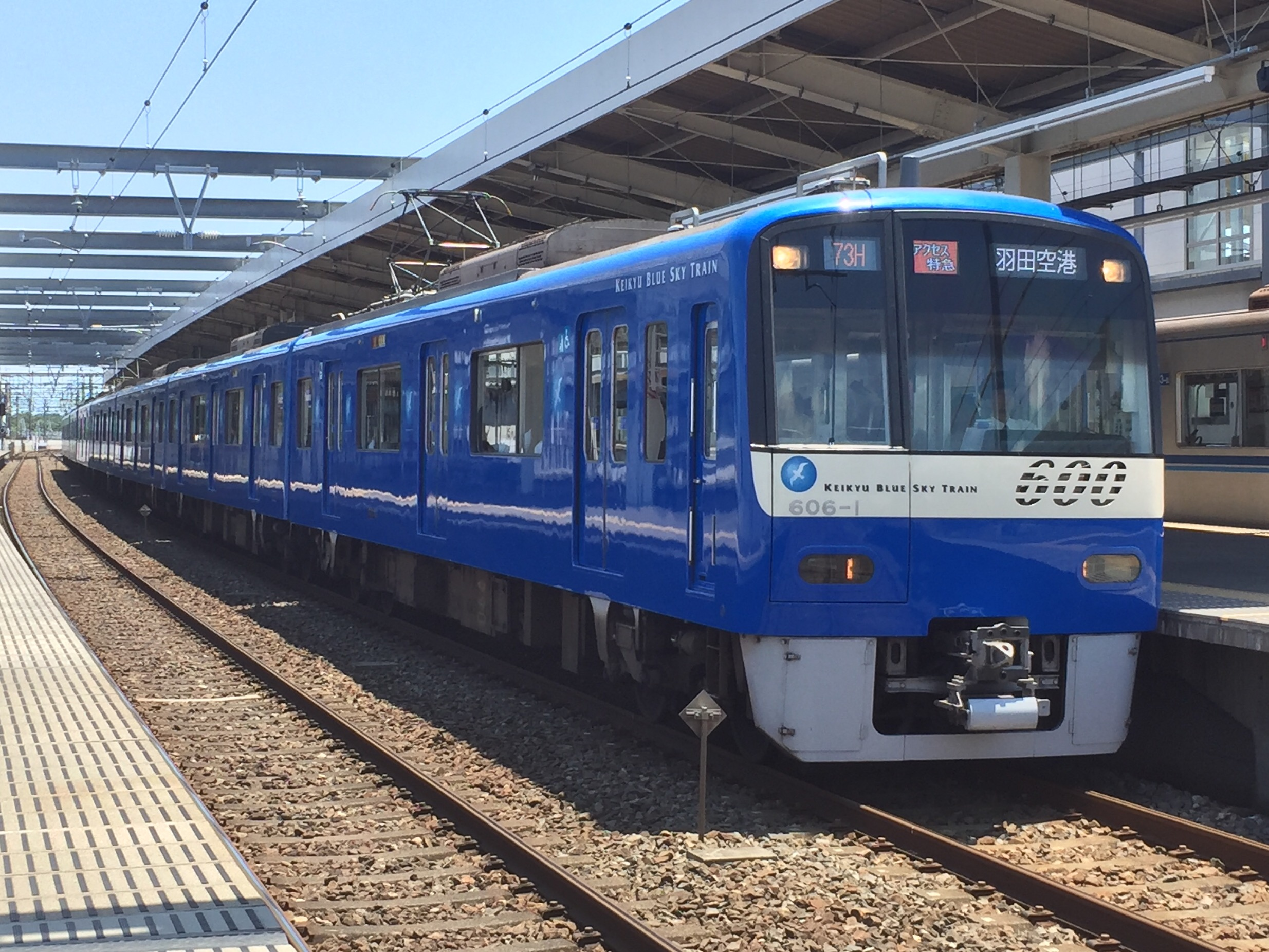
게이힌 급행 전철 600형(푸른색)
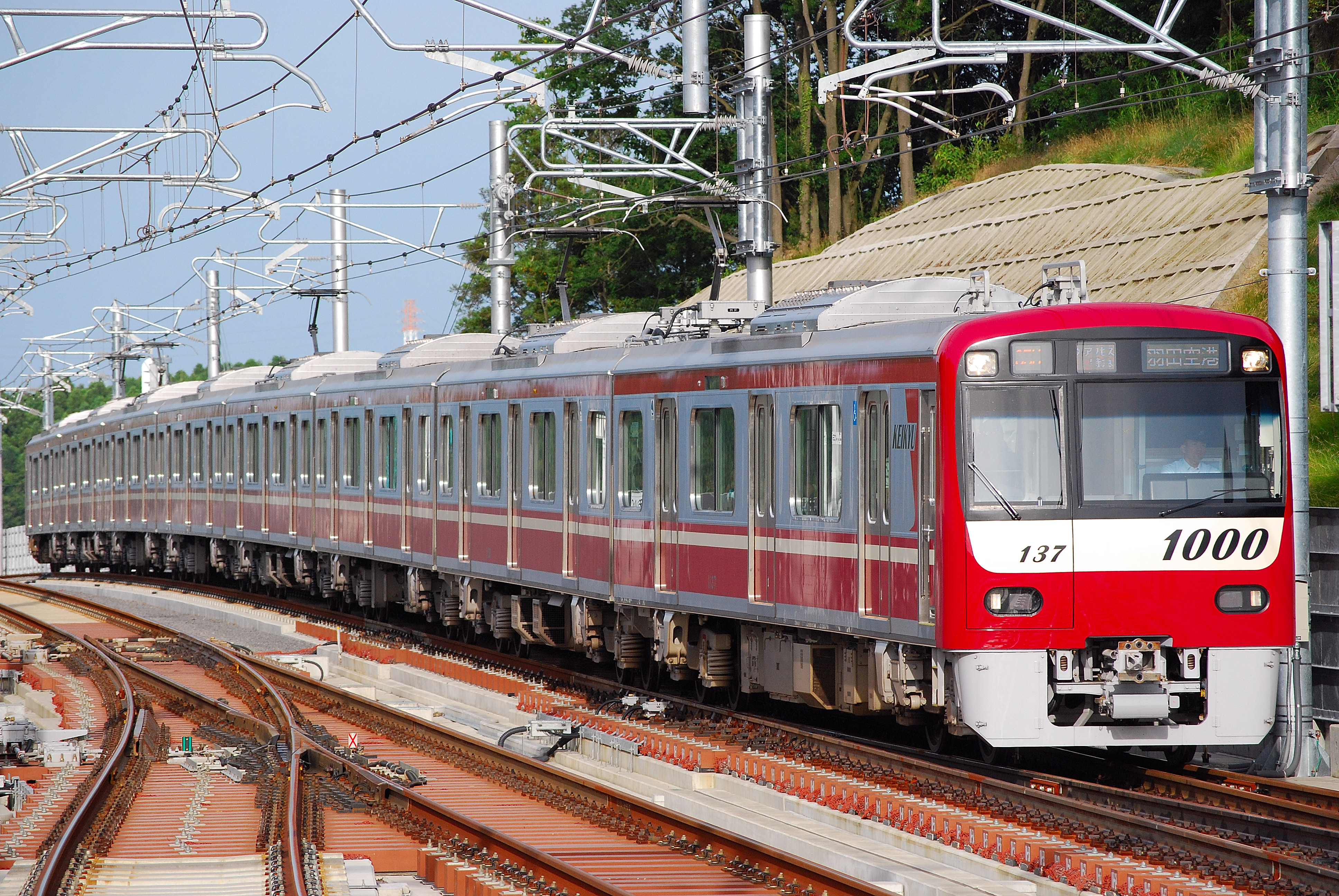
게이힌 급행 전철 1000형 (스테인리스로 만들어진 편성)

## 역 목록
| 역 번호 | 역명                   | 일어 역명            | 보 통 | 쾌 속 | 통 특 | 특 급 | 엑 특                   | 쾌 특 | 모 이 | 스 라                   | 접속 노선 | 역간 거리 | 누적 거리 | 소재지     | 소재지     | 소재지     |
| ------- | ---------------------- | -------------------- | ----- | ----- | ----- | ----- | ----------------------- | ----- | ----- | ----------------------- | --- | --------- | --------- | ---------- | ---------- | ---------- |
| KS 01   | 게이세이우에노         | 京成上野             | ●     | ●     | ●     | ●     | ●                       | ●     | ●     | ●                       | 도호쿠 신칸센 (우에노역), 야마노테 선 (우에노역, JY 05), 게이힌 도호쿠 선 (우에노역, JK 30), 우쓰노미야 선 · 다카사키 선 (우에노역, JU 02), 조반 쾌속선 · 조반선 (우에노역, JJ 01), 도쿄 지하철 긴자 선 (우에노역, G-16), 도쿄 지하철 히비야 선 (우에노역, H-17), 도쿄 도 교통국 지하철 오에도 선 (우에노오카치마치 역, E-09) |           | 0.0       | 도 쿄 도   | 다이토구   | 다이토구   |
| KS 02   | 닛포리                 | 日暮里               | ●     | ●     | ●     | ●     | ●                       | ●     | ●     | ●                       | 야마노테 선 (JY 07), 게이힌 도호쿠 선 (JK 32), 조반 쾌속선 · 조반선 (JJ 02), 도쿄 도 교통국 신교통 닛포리·도네리 라이너 (NT 01) | 2.1       | 2.1       | 도 쿄 도   | 아라카와구 | 아라카와구 |
| KS 03   | 신미카와시마           | 新三河島             | ●     | │     | │     | │     | │                       | │     | │     | │                       | | 1.3       | 3.4       | 도 쿄 도   | 아라카와구 | 아라카와구 |
| KS 04   | 마치야                 | 町屋                 | ●     | │     | │     | │     | │                       | │     | │     | │                       | 도쿄 지하철 지요다 선 (C-17), 도쿄 도 교통국 노면전차 아라카와 선 (마치야 역 앞 정류장, SA 06) | 0.9       | 4.3       | 도 쿄 도   | 아라카와구 | 아라카와구 |
| KS 05   | 센주오하시             | 千住大橋             | ●     | ●     | │     | │     | │                       | │     | │     | │                       | | 1.6       | 5.9       | 도 쿄 도   | 아다치구   | 아다치구   |
| KS 06   | 게이세이세키야         | 京成関屋             | ●     | │     | │     | │     | │                       | │     | │     | │                       | 도부 철도 이세사키 선 (우시다역, TS-08) | 1.4       | 7.3       | 도 쿄 도   | 아다치구   | 아다치구   |
| KS 07   | 호리키리쇼부엔         | 堀切菖蒲園           | ●     | │     | │     | │     | │                       | │     | │     | │                       | | 1.5       | 8.8       | 도 쿄 도   | 가쓰시카구 | 가쓰시카구 |
| KS 08   | 오하나자야             | お花茶屋             | ●     | │     | │     | │     | │                       | │     | │     | │                       | 1.1 | 9.9       |           | 도 쿄 도   | 가쓰시카구 | 가쓰시카구 |
| KS 09   | 아오토                 | 青砥                 | ●     | ●     | ●     | ●     | ●                       | ●     | ●     | │                       | 오시아게 선 (KS 09, 직결 운행) | 1.6       | 11.5      | 도 쿄 도   | 가쓰시카구 | 가쓰시카구 |
| KS 10   | 게이세이타카사고       | 京成高砂             | ●     | ●     | ●     | ●     | ●                       | ●     | │     | │                       | 가나마치 선 (KS 10), 나리타 공항선 (KS 10, 직결 운행), 호쿠소 철도 호쿠소 선 (직결 운행) | 1.2       | 12.7      | 도 쿄 도   | 가쓰시카구 | 가쓰시카구 |
| KS 11   | 게이세이코이와         | 京成小岩             | ●     | ●     | │     | │     | 나 리 타 공 항 선 경 유 | │     | │     | 나 리 타 공 항 선 경 유 | | 1.8       | 14.5      | 도 쿄 도   | 에도가와구 | 에도가와구 |
| KS 12   | 에도가와               | 江戸川               | ●     | │     | │     | │     | 나 리 타 공 항 선 경 유 | │     | │     | 나 리 타 공 항 선 경 유 | 1.2 | 15.7      |           | 도 쿄 도   | 에도가와구 | 에도가와구 |
| KS 13   | 고노다이               | 国府台               | ●     | │     | │     | │     | 나 리 타 공 항 선 경 유 | │     | │     | 나 리 타 공 항 선 경 유 | 0.7 | 16.4      | 지 바 현  | 이치카와시 | 이치카와시 |            |
| KS 14   | 이치카와마마           | 市川真間             | ●     | │     | │     | │     | 나 리 타 공 항 선 경 유 | │     | │     | 나 리 타 공 항 선 경 유 | 0.9 | 17.3      | 지 바 현  | 이치카와시 | 이치카와시 |            |
| KS 15   | 스가노                 | 菅野                 | ●     | │     | │     | │     | 나 리 타 공 항 선 경 유 | │     | │     | 나 리 타 공 항 선 경 유 | 0.9 | 18.2      | 지 바 현  | 이치카와시 | 이치카와시 |            |
| KS 16   | 게이세이야와타         | 京成八幡             | ●     | ●     | ●     | ●     | 나 리 타 공 항 선 경 유 | ●     | │     | 나 리 타 공 항 선 경 유 | 주오·소부 완행선 (모토야와타역, JB 28), 도쿄 도 교통국 지하철 신주쿠 선 (모토야와타역, S-21) | 0.9       | 지 바 현  | 이치카와시 | 이치카와시 | 19.1       |
| KS 17   | 오니고에               | 鬼越                 | ●     | │     | │     | │     | 나 리 타 공 항 선 경 유 | │     | │     | 나 리 타 공 항 선 경 유 | | 1.0       | 지 바 현  | 이치카와시 | 이치카와시 | 20.1       |
| KS 18   | 게이세이나카야마       | 京成中山             | ●     | │     | │     | │     | 나 리 타 공 항 선 경 유 | │     | │     | 나 리 타 공 항 선 경 유 | 0.7 | 20.8      | 지 바 현  | 후나바시시 | 후나바시시 |            |
| KS 19   | 히가시나카야마         | 東中山               | ●     | ●     | │     | │     | 나 리 타 공 항 선 경 유 | │     | │     | 나 리 타 공 항 선 경 유 | 0.8 | 21.6      | 지 바 현  | 후나바시시 | 후나바시시 |            |
| KS 20   | 게이세이니시후나       | 京成西船             | ●     | │     | │     | │     | 나 리 타 공 항 선 경 유 | │     | │     | 나 리 타 공 항 선 경 유 | 0.6 | 22.2      | 지 바 현  | 후나바시시 | 후나바시시 |            |
| KS 21   | 가이진                 | 海神                 | ●     | │     | │     | │     | 나 리 타 공 항 선 경 유 | │     | │     | 나 리 타 공 항 선 경 유 | 1.4 | 23.6      | 지 바 현  | 후나바시시 | 후나바시시 |            |
| KS 22   | 게이세이후나바시       | 京成船橋             | ●     | ●     | ●     | ●     | 나 리 타 공 항 선 경 유 | ●     | ●     | 나 리 타 공 항 선 경 유 | 소부 쾌속선 (후나바시역, JO 25), 주오·소부 완행선 (후나바시역, JB 31), 도부 철도 노다 선 (후나바시역, TD-35) | 1.5       | 지 바 현  | 후나바시시 | 후나바시시 | 25.1       |
| KS 23   | 다이진구시타           | 大神宮下             | ●     | │     | │     | │     | 나 리 타 공 항 선 경 유 | │     | │     | 나 리 타 공 항 선 경 유 | | 1.3       | 지 바 현  | 후나바시시 | 후나바시시 | 26.4       |
| KS 24   | 후나바시케이바조       | 船橋競馬場           | ●     | ●     | │     | │     | 나 리 타 공 항 선 경 유 | │     | │     | 나 리 타 공 항 선 경 유 | 0.8 | 27.2      | 지 바 현  | 후나바시시 | 후나바시시 |            |
| KS 25   | 야쓰                   | 谷津                 | ●     | │     | │     | │     | 나 리 타 공 항 선 경 유 | │     | │     | 나 리 타 공 항 선 경 유 | 1.0 | 28.2      | 지 바 현  | 나라시노시 | 나라시노시 |            |
| KS 26   | 게이세이쓰다누마       | 京成津田沼           | ●     | ●     | ●     | ●     | 나 리 타 공 항 선 경 유 | ●     | │     | 나 리 타 공 항 선 경 유 | 지바 선 (KS 26, 직결 운행), 신케이세이 전철 신케이세이 선 (SL 24) | 1.5       | 지 바 현  | 나라시노시 | 나라시노시 | 29.7       |
| KS 27   | 게이세이오쿠보         | 京成大久保           | ●     | ●     | │     | │     | 나 리 타 공 항 선 경 유 | │     | │     | 나 리 타 공 항 선 경 유 | | 2.4       | 지 바 현  | 나라시노시 | 나라시노시 | 32.1       |
| KS 28   | 미모미                 | 実籾                 | ●     | ●     | │     | │     | 나 리 타 공 항 선 경 유 | │     | │     | 나 리 타 공 항 선 경 유 | 1.9 | 34.0      | 지 바 현  | 나라시노시 | 나라시노시 |            |
| KS 29   | 야치요다이             | 八千代台             | ●     | ●     | ●     | ●     | 나 리 타 공 항 선 경 유 | ●     | ●     | 나 리 타 공 항 선 경 유 | 2.6 | 36.6      | 지 바 현  | 야치요시   | 야치요시   |            |
| KS 30   | 게이세이오와다         | 京成大和田           | ●     | ●     | │     | │     | 나 리 타 공 항 선 경 유 | │     | │     | 나 리 타 공 항 선 경 유 | 2.1 | 38.7      | 지 바 현  | 야치요시   | 야치요시   |            |
| KS 31   | 가쓰타다이             | 勝田台               | ●     | ●     | ●     | ●     | 나 리 타 공 항 선 경 유 | ●     | │     | 나 리 타 공 항 선 경 유 | 도요 고속 철도 도요 고속선 (도요 가쓰타다이 역, TR 09) | 1.6       | 지 바 현  | 야치요시   | 야치요시   | 40.3       |
| KS 32   | 시즈                   | 志津                 | ●     | ●     | ●     | │     | 나 리 타 공 항 선 경 유 | │     | │     | 나 리 타 공 항 선 경 유 | | 1.8       | 지 바 현  | 42.1       | 사쿠라시   | 사쿠라시   |
| KS 33   | 유카리가오카           | ユーカリが丘         | ●     | ●     | ●     | │     | 나 리 타 공 항 선 경 유 | │     | │     | 나 리 타 공 항 선 경 유 | ■ 야마만 유카리가오카 선 | 1.1       | 지 바 현  | 43.2       | 사쿠라시   | 사쿠라시   |
| KS 34   | 게이세이우스이         | 京成臼井             | ●     | ●     | ●     | │     | 나 리 타 공 항 선 경 유 | │     | │     | 나 리 타 공 항 선 경 유 | | 2.5       | 지 바 현  | 45.7       | 사쿠라시   | 사쿠라시   |
| KS 35   | 게이세이사쿠라         | 京成佐倉             | ●     | ●     | ●     | ●     | 나 리 타 공 항 선 경 유 | ●     | ●     | 나 리 타 공 항 선 경 유 | 5.3 | 51.0      | 지 바 현  |            | 사쿠라시   | 사쿠라시   |
| KS 36   | 오사쿠라               | 大佐倉               | ●     | ●     | ●     | ●     | 나 리 타 공 항 선 경 유 | │     | │     | 나 리 타 공 항 선 경 유 | 2.0 | 53.0      | 지 바 현  |            | 사쿠라시   | 사쿠라시   |
| KS 37   | 게이세이시스이         | 京成酒々井           | ●     | ●     | ●     | ●     | 나 리 타 공 항 선 경 유 | │     | │     | 나 리 타 공 항 선 경 유 | 2.0 | 55.0      | 지 바 현  | 인바군     | 시스이정   |            |
| KS 38   | 소고산도               | 宗吾参道             | ●     | ●     | ●     | ●     | 나 리 타 공 항 선 경 유 | │     | │     | 나 리 타 공 항 선 경 유 | 2.0 | 57.0      | 지 바 현  | 인바군     | 시스이정   |            |
| KS 39   | 고즈노모리             | 公津の杜             | ●     | ●     | ●     | ●     | 나 리 타 공 항 선 경 유 | │     | │     | 나 리 타 공 항 선 경 유 | 1.6 | 58.6      | 지 바 현  | 나리타시   | 나리타시   |            |
| KS 40   | 게이세이나리타         | 京成成田             | ●     | ●     | ●     | ●     | 나 리 타 공 항 선 경 유 | ●     | ●     | 나 리 타 공 항 선 경 유 | 히가시나리타선 (KS 40, 직결 운행), 나리타선 (나리타역, JO 35) | 2.6       | 지 바 현  | 나리타시   | 나리타시   | 61.2       |
|         | 고마이노 신호장        | 駒井野信号場         | │     | │     | │     | │     | 나 리 타 공 항 선 경 유 | │     | │     | 나 리 타 공 항 선 경 유 | | 6.0       | 지 바 현  | 나리타시   | 나리타시   | 67.2       |
|         | (나리타 공항선 접속점) | （成田空港線接続点） | │     | │     | │     | │     | │                       | │     | │     | │                       | 0.6 | 67.8      | 지 바 현  | 나리타시   | 나리타시   |            |
| KS 41   | 공항 제2빌딩           | 空港第2ビル          | ●     | ●     | ●     | ●     | ●                       | ●     | ●     | ●                       | 나리타 공항선 (KS 41, 직결 운행), 나리타선 (JO 36) | 0.5       | 지 바 현  | 나리타시   | 나리타시   | 68.3       |
| KS 42   | 나리타 공항            | 成田空港             | ●     | ●     | ●     | ●     | ●                       | ●     | ●     | ●                       | 나리타 공항선 (KS 42), 나리타선 (JO 37) | 1.0       | 지 바 현  | 나리타시   | 나리타시   | 69.3       |

#### 약칭의 설명
- 보통 : 보통 정차역
- 쾌속 : 쾌속 (일본어: 快速, かいそく) 정차역
- 통특 : 통근특급 (일본어: 通勤特急, つうきんとっきゅう) 정차역
- 특급 : 특급 (일본어: 特急, とっきゅう) 정차역
- 엑특 : 엑세스특급 (일본어: アクセス特急, アクセスとっきゅう) 정차역
- 쾌특 : 쾌속특급 (일본어: 快特, かいとく) 정차역
  - 快特는 快速特急의 약칭이지만 정식 명칭은 快特이다.
- 모이 : 모닝 라이너, 이브닝 라이너(일본어: モーニングライナー, イブニングライナー) 정차역
- 스라 : 스카이라이너(일본어: スカイライナー) 정차역